# SCGB1D
SCGB1D est une sous-famille de sécrétoglobine contenant deux protéines, la lipophiline A et la lipophiline B, qui sont des hétérodimères associés à la sécrétoglobine SCGB2A, autrement appelée Lipophiline C ou Mammaglobine. L’on peut retrouver sa présence dans les fluides prostatiques du rat, dans les glandes lacrymales, la peau ou bien dans les glandes sudoripares aussi-bien chez l’homme que chez le lapin. Contrairement aux autres sécrétoglobines, ces protéines ne sont pas retrouvées dans les tissus pulmonaires.

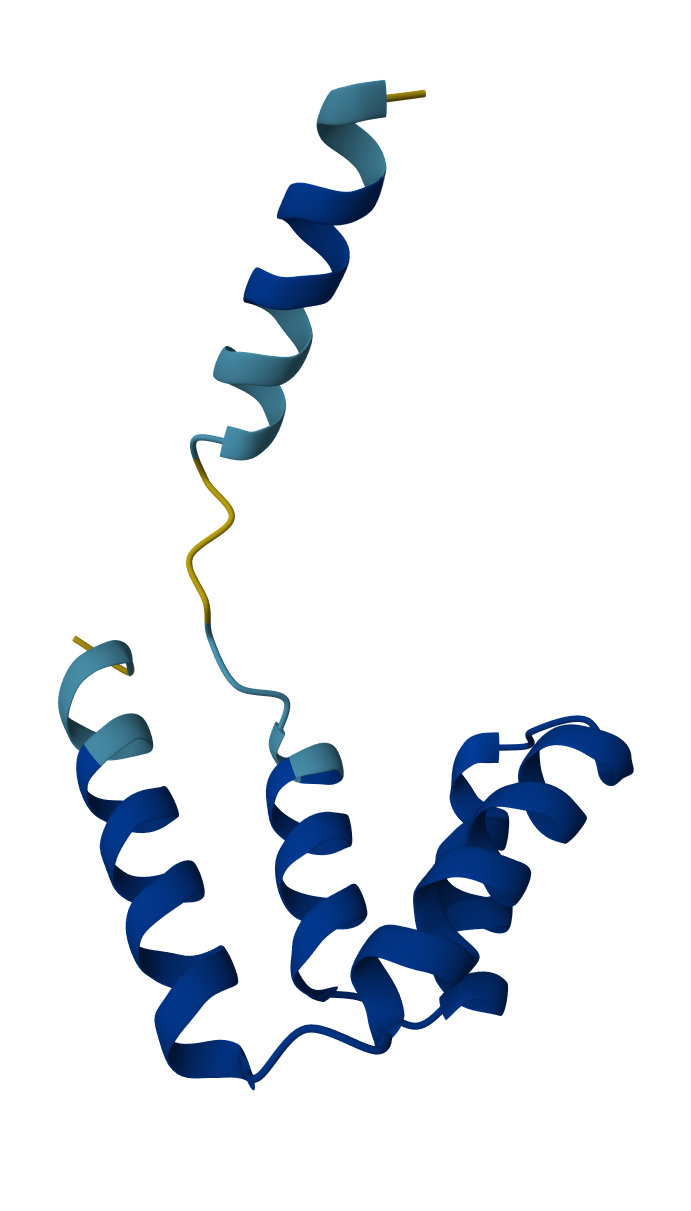
SCGB1D2

## SCGB1D2
La lipophiline humaine est l’analogue fonctionnel de la prostatéine, principale glycoprotéine sécrétée dans la glande prostatique ventrale chez le rat. Le gène la codant est principalement localisé dans les tissus et organes endocrines. Cette protéine aurait donc un rôle à jouer dans la régulation de la transcription des hormones stéroïdes ainsi que dans la liaison des androgènes par exemple. Chez l’homme, SCGB1D2 est fortement exprimée dans le tissu mammaire.

## Rôle dans les pathologies
Dans le cadre de la Maladie de Lyme, on peut voir en SCGB1D2 un gène de susceptibilité car en son absence, le développement de la maladie et l’installation de la bactérie sont notables.

## Concepts et espoirs thérapeutiques
Du fait de l’expression de SCGB1D2 dans le tissu mammaire, sa détection pourrait permettre l’identification et le repérage des cellules tumorales disséminées provenant d’un cancer du sein.
SCGB1D2 étant un facteur de défense de l’hôte face à l’infection de Borrelia Burgdorferi, l’agent pathogène de la maladie de Lyme, l’injection de la protéine chez des patients déficients ouvre une voie de traitement intéressante pour traiter cette pathologie. Une prophylaxie par SCGB1D2 préviendrait de l’infection intradermale de la bactérie et pourrait réduire la croissance de la Borrelia Burgdorferi (d’après des modèles in vivo et in vitro)